# La freccia nera (film 1948)
La freccia nera (The Black Arrow) è un film del 1948 diretto da Gordon Douglas.

## Trama
Inghilterra nel XV secolo, subito dopo la fine della Guerra delle Due Rose, che vede prevalere la fazione degli York , guidati dal re Edoardo IV e dal duca di Gloucester, si scatena la vendetta nei confronti dei Lancaster, gli sconfitti. Quando Sir Richard Shelton, degli York, torna a casa dalla guerra al castello di Tunstall, suo zio Sir Daniel Brackley lo informa che suo padre è stato assassinato da Sir John Sedley, un sostenitore dei Lancaster, in un impeto di rabbia e, per tale motivo, l'assassino è stato giustiziato. In seguito, mentre Richard accompagna Joanna, la figlia di Sedley, al castello di Tunstall, Nick Appleby, uno degli uomini di Richard, viene ucciso da una freccia nera, legato alla quale c'è un messaggio che accusa Sir Brackley di aver assassinato il padre di Richard. Sebbene Brackley neghi le accuse, Richard e Joanna sono certi che non stia dicendo la verità. Poco tempo dopo, Joanne dice a Richard che suo padre, Sir John Sedley, è ancora vivo e si nasconde nel bosco da dove le ha inviato un messaggio e lo convince a cercarlo per portarlo dal duca di Buckingham e rendere pubblico il tradimento di Brackley. Ma Hatch, uno degli uomini di Brackley è deciso a fermarli. Durante lo scontro che segue, Joanna viene catturata mentre Richard viene ferito. Il giorno successivo, Lawless, un fedele seguace di Sedley, trova Richard privo di sensi e lo porta al nascondiglio di Sedley. Quando Richard si riprende, Sir Sedley gli rivela la verità sulla morte di suo padre, sul tradimento di Brackley e sulla sua condanna a morte che riuscì ad evitare grazie ad un libro di preghiere che portava sul cuore e che fermò la freccia destinata ad ucciderlo. Per liberare Joanna, quindi, Richard, Sedley e Lawless si dirigono a Tunstall ma cadono in un'imboscata in seguito a cui Sedley viene catturato mentre Richard e Lawless riescono ad eliminare Hatch e a scappare. Poco dopo, al castello, Brackley minaccia Joanne di uccidere di suo padre se non accetta la sua proposta di matrimonio ma Richard e Lawless riescono ad entrare nel maniero travestiti da monaci. I due, tuttavia, vengono smascherati e arrestati dai soldati di Brackley. Durante la cerimonia di matrimonio di Joanne con Brackley, però, Richard accusa pubblicamente lo zio di aver ucciso suo padre e lo affronta con la spada, uccidendolo. Adesso può sposare Joanne e dedicarsi al governo delle proprie terre.